# Allan Saint-Maximin
Pour les articles homonymes, voir Saint-Maximin.
Allan Saint-Maximin, né le 12 mars 1997 à Châtenay-Malabry (Hauts-de-Seine), est un footballeur français qui évolue au poste d'attaquant au Club América.

## Biographie

### Enfance
Né à Châtenay-Malabry, dans le département des Hauts-de-Seine, en périphérie de Paris, Allan Saint-Maximin est le cadet d'une famille de trois enfants (un frère aîné et une sœur). Son père, Alex Saint-Maximin, est guadeloupéen et travaille comme chauffeur dans l’administration à l'université Paris Diderot. Sa mère, Nadège Saint-Maximin, est d'origine guyanaise et occupe le poste de directrice d'école maternelle à Meudon. Il a grandi dans la ville de Meudon.
Dès ses premiers pas, il se montre très précoce au niveau du langage ou de la motricité,. Sur le plan athlétique, il présente très tôt une VMA ainsi qu'une pointe de vitesse hors normes. Ses aptitudes sont telles qu'il remporte des championnats d'Île-de-France en décathlon ou en cross-country.
À l’âge de 5 ans, il intègre, dans les pas de son grand frère, la section football du Trait d'Union Verrières-le-Buisson. Il y joue quelques mois, avant de rejoindre l'US Ris Orangis en 2004.

### Parcours junior en Île-de-France
De 6 à 10 ans, il évolue à l'US Ris Orangis, accueilli par deux éducateurs, Jean-Louis Lessard et Didier Demonchy. En avance sur ses partenaires, le club décide de le surclasser dès sa première année de débutant. Il jouera avec les générations nées en 1995 ou 1996 tout au long de sa formation sous la tutelle de son éducateur Frédéric Ferreira durant trois années.
En 2007, il rejoint l'AC Boulogne-Billancourt où il passe quatre années. Son entraîneur de l'époque, Guillaume Sabatier, ne le connait pas lorsqu'on le lui présente mais il présente la forte suggestion de le faire jouer. Dès son premier match, Allan Saint-Maximin fait impression en inscrivant huit buts. Considéré comme un phénomène à son âge, il acquiert peu à peu une notoriété auprès des recruteurs d'Île-de-France.
Pour sa troisième saison, en 2009, il réussit les tests d'entrée à l’académie Bernard Diomède, d'Issy-les-Moulineaux. Pendant un an, il se forme à l'académie, tout en continuant de jouer les week-ends pour l'ACBB.
L'année suivante, en août 2010, il intègre à l'âge de 13 ans l’INF Clairefontaine, centre technique de la Fédération française de football, réputé pour avoir formé plusieurs internationaux français. Il y évolue de nouveau en alternance avec l'ACBB, qu'il rejoint pour la compétition. Cependant, l'expérience sera de courte durée. Partageant les torts avec plusieurs pensionnaires pour une affaire de bizutage, il est le seul à passer aux aveux et est renvoyé de l'institut six mois après son entrée.
Il termine la saison avec l'ACBB, avant de rejoindre le centre de formation de l'AS Saint-Étienne.

### Carrière en club

#### AS Saint-Étienne (2013-2015)

##### Formation
Si Allan Saint-Maximin rejoint le Centre de l'Étrat en juillet 2011, cela fait déjà plusieurs années que l'AS Saint-Étienne suit ses performances.
Dominique Fernandez, responsable de sa venue au club, le repère pour la première fois alors qu'il n'a que 10 ans et évolue encore sous les couleurs de l'US Ris Orangis. Pour ce recruteur expérimenté, le talent de Saint-Maximin ne fait aucun doute : « Je n’avais encore jamais vu un joueur de ce type là, en 20 ans de carrière. »  Après avoir envoyé un second émissaire le superviser, le club du Forez l'invite à deux reprises pour effectuer des stages de trois jours (à 11 et 13 ans) .
Durant toute cette période, l'AS Saint-Étienne noue une relation de confiance avec Alex et Nadège Saint-Maximin, qui se montrent convaincus par les valeurs éducatives que le club inculque à ses pensionnaires. Le jeune joueur est également séduit. Ainsi, lorsqu'il est en âge de signer un Accord de Non Sollicitation, il porte son choix sur l'AS Saint-Étienne, en dépit de nombreuses autres sollicitations en France (le PSG lui propose 100 000 €) et à l'étranger.
Il entre au Centre de l'Étrat avec un an d'avance, intégrant les U15 Elite à 14 ans, puis gravit les échelons en deux ans, jusqu'aux U19 Nationaux , avec qui il marque contre Montpellier en Coupe Gambardella d'un bel enchaînement technique. Cette même saison, 2012-2013, il remporte le titre de Champion de France des moins de 17 ans, à la faveur d'une victoire finale contre l'EA Guingamp (3-0).

##### Saison 2013-2014
Le 1er juillet 2013, il signe son premier contrat professionnel chez les Verts, pour une durée de trois ans.
Deux mois plus tard, le 29 août 2013, il remplace Franck Tabanou à la 77e minute, contre les Danois d'Esbjerg (barrages de Ligue Europa). À cette occasion, il entre dans l'histoire de l'AS Saint-Étienne, devenant à 16 ans, 5 mois et 17 jours, le troisième plus jeune joueur à revêtir la tunique verte.
Dès l'entame de sa première saison avec les pros, Christophe Galtier lui donne du temps jeu en Ligue 1, l'utilisant comme joker au poste d'ailier droit. Il apparaît pour la première fois en Championnat lors de la quatrième journée, jouant 22 minutes contre les Girondins de Bordeaux et connait de nouveau cet honneur contre l'Olympique de Marseille (7e journée) et l'AS Monaco (9e journée). Ce seront ses uniques apparitions en Ligue 1, jusqu'au terme de la saison. Il ne disputera qu'un seul autre match, à l'occasion d'un 32e de finale de Coupe de France contre l'AS Cannes, au cours duquel il fête néanmoins sa première titularisation le 14 janvier 2014.

##### Saison 2014-2015
Après  une première année d'observation, Saint-Maximin, repositionné en neuf-et-demi par Christophe Galtier, entame la saison 2014-2015 avec l'intention de s'imposer dans le groupe professionnel. Dominique Rocheteau, directeur sportif du club, évoque une prise de conscience positive de la part du jeune attaquant, qu'il démontre dès la pré-saison en étant l'auteur d'un but et d'une passe décisive contre les Néerlandais de Willem II. Cependant, du fait d'une entorse au genou, il ne lance véritablement sa saison que le 18 septembre 2014, en entrant en jeu face aux Azéris de Qarabağ en Ligue Europa.
Quelques jours plus tard, le 25 septembre 2014, il vit sa première titularisation en Ligue 1, à l'occasion de la septième journée contre les Girondins de Bordeaux. Dès lors, tout s'accélère pour Saint-Maximin, puisque Christophe Galtier lui marque sa confiance en le titularisant une seconde fois d'affilée, lors de l'affiche face au leader Marseillais. Au Stade Vélodrome, devant les caméras de Canal+ et BeIN Sport, il réalise une prestation remarquée, délivrant une passe décisive pour Jonathan Brison.
Fort de ces bonnes performances, il profite pleinement des méformes et blessures en attaque pour gagner du temps de jeu lors des quatre journées suivantes. Malheureusement, au début de novembre il se fracture une vertèbre à l'entrainement et doit déclarer forfait juste avant la double confrontation face à l'Inter Milan en Ligue Europa. Il retrouve le groupe le 17 décembre 2014, contre le FC Lorient, sans pour autant entrer en jeu.
Janvier 2015 est marqué par le départ de Max-Alain Gradel à la Coupe d'Afrique des nations et par une succession de blessures qui déciment le secteur offensif stéphanois. Dans ce contexte, Saint-Maximin retrouve du temps jeu, entrant notamment en jeu contre le Paris Saint-Germain et adressant une passe décisive pour Mevlüt Erding face au RC Lens. Le 8 février 2015, il prolonge son contrat avec l'AS Saint-Étienne, jusqu'en juin 2019.

#### AS Monaco (2015-2017)

##### Prêt à Hanovre
Le 31 juillet 2015, l'AS Monaco annonce son arrivée pour cinq saisons. Confronté à une forte concurrence, il est immédiatement prêté aux Allemands de Hanovre 96 pour deux ans. Il y connait une saison difficile. Cantonné à un rôle de joker, il inscrit son premier but en Bundesliga le 4 décembre face à Schalke 04 (défaite 3-1), ce qui lui offre sa première titularisation en championnat la semaine suivante à Hoffenheim (défaite 1-0). Début avril, alors que Daniel Stendel prend en main l'équipe qui lutte pour son maintien, Allan Saint-Maximin connait un accident de la route, percutant un tramway et présentant des faux papiers. Déjà dans le collimateur de l'entraîneur allemand pour son faible investissement à l'entrainement, il est alors écarté de l'équipe première.

##### Prêt au SC Bastia
Le 28 juillet 2016, il est prêté pour une seconde saison consécutive, rejoignant le SC Bastia. Il y réalise une saison pleine, participant à 33 rencontres de championnat, pour 29 titularisations, 3 buts et 2 passes décisives. Néanmoins, il ne peut empêcher la relégation du club corse.

#### OGC Nice (2017-2019)
De retour de prêt, il participe à la reprise avec le groupe monégasque. Au cours du mois d'août, il dispute ses premiers matchs en compétition officielle sous les couleurs de l'AS Monaco, rentrant en cours de jeu lors du Trophée des champions et de la première journée de championnat.
Le 8 août 2017, il prend la direction de l'OGC Nice contre 10 millions d'euros, devenant le transfert le plus élevé de l'histoire du club,.
Le 14 septembre, Saint-Maximin marque son premier but niçois contre le SV Zulte Waregem durant une écrasante victoire 5-1 en Ligue Europa.
Lors de la saison 2018-2019, il fait partie des joueurs que Patrick Vieira veut voir prendre plus de responsabilités sur le terrain pour combler les départs de joueurs clefs tels que Jean Michaël Seri, Alassane Pléa ou Arnaud Souquet.

#### Newcastle United (2019-2023)
Le 2 août 2019, Saint-Maximin signe au Newcastle United un contrat de six ans pour un montant estimé à 21,8 millions d'euros. Le numéro dix lui échoit, preuve des espoirs que le club place en lui.
Saint-Maximin découvre la Premier League le 11 août, entrant en jeu lors d'une défaite 0-1 à domicile contre l'Arsenal FC. Le 25 août, il est titularisé par Steve Bruce face à Tottenham mais sort rapidement sur blessure. Après quelques problèmes physiques, le Français s'intègre durablement dans le onze de départ à partir du mois d'octobre. Saint-Maximin inscrit son premier but pour les Magpies le 5 décembre et contribue à un succès 0-2 à Sheffield. Le 18 janvier 2020, il délivre sa première passe décisive en Angleterre contre Chelsea. En toute fin de rencontre, le Français adresse un centre à Isaac Hayden qui inscrit l'unique but du match, synonyme de victoire.

#### Al-Ahli FC (depuis 2023)
Le 30 juillet 2023, Allan Saint-Maximin rejoint le championnat saoudien en s'engageant au Al-Ahli FC,,.

### En sélection nationale
Allan Saint-Maximin commence son parcours avec les Bleuets en janvier 2013, rejoignant la sélection des moins de 16 ans pour disputer L'Aegean Cup en Turquie. Il marque dès son premier match contre la Belgique et transforme son penalty lors de la finale remportée aux tirs au but face au pays hôte. En mars, il est de nouveau convoqué pour le mondial de Montaigu, que les Français achèvent à la troisième place. En avril, il dispute le tournoi de développement de l'UEFA en Espagne.
La saison suivante, en septembre 2013, il est appelé en Équipe de France des moins de 17 ans pour jouer deux matchs amicaux face à l'Ukraine , puis participe en octobre au premier tour qualificatif de l'Euro 2014 où la France se qualifie pour le Tour Élite. Il se montre notamment à son avantage en obtenant un penalty et en inscrivant un doublé lors du succès (3-0) contre la Tchéquie. Titulaire lors du Tour Élite en mars, Saint-Maximin et ses coéquipiers échouent à la seconde place de leur groupe derrière les Pays-Bas et ne se qualifient donc pas pour l'Euro 2014.

## Profil de joueur
Dominique Fernandez, ancien recruteur pour l'AS Saint-Étienne, le décrit comme ayant « une impressionnante facilité [pour] jouer toujours vers l’avant, tout en percussion, vitesse, dribble et prise de risque ».
Ambidextre et polyvalent, il est capable d'occuper tous les postes de l'attaque, même s'il est le plus souvent utilisé en tant qu'ailier droit ou attaquant de soutien.

## Statistiques
| Saison                | Club                  | Championnat           | Championnat | Championnat | Championnat | Coupe nationale | Coupe nationale | Coupe nationale | Coupe de la Ligue | Coupe de la Ligue | Coupe de la Ligue | Supercoupe | Supercoupe | Supercoupe | Compétition(s) continentale(s) | Compétition(s) continentale(s) | Compétition(s) continentale(s) | Compétition(s) continentale(s) | Total | Total | Total |
| Saison                | Club                  | Division              | M.          | B.          | P.d.        | M.              | B.              | P.d.            | M.                | B.                | P.d.              | M.         | B.         | P.d.       | Comp.                          | M.                             | B.                             | P.d.                           | M.    | B.    | P.d.  |
| 2013-2014             | AS Saint-Étienne      | Ligue 1               | 3           | 0           | 0           | 1               | 0               | 0               | -                 | -                 | -                 | -          | -          | -          | C3                             | 1                              | 0                              | 0                              | 5     | 0     | 0     |
| 2014-2015             | AS Saint-Étienne      | Ligue 1               | 9           | 0           | 2           | 2               | 0               | 0               | -                 | -                 | -                 | -          | -          | -          | C3                             | 1                              | 0                              | 0                              | 12    | 0     | 2     |
| Sous-total            | Sous-total            | Sous-total            | 12          | 0           | 2           | 3               | 0               | 0               | -                 | -                 | -                 | -          | -          | -          | -                              | 2                              | 0                              | 0                              | 17    | 0     | 2     |
| 2015-2016             | Hanovre 96 (prêt)     | Bundesliga            | 16          | 1           | 0           | 2               | 0               | 0               | -                 | -                 | -                 | -          | -          | -          | -                              | -                              | -                              | -                              | 18    | 1     | 0     |
| 2016-2017             | SC Bastia (prêt)      | Ligue 1               | 34          | 3           | 3           | 1               | 0               | 0               | 1                 | 0                 | 0                 | -          | -          | -          | -                              | -                              | -                              | -                              | 36    | 3     | 3     |
| 2017-2018             | AS Monaco             | Ligue 1               | 1           | 0           | 0           | -               | -               | -               | -                 | -                 | -                 | 1          | 0          | 0          | C1                             | -                              | -                              | -                              | 2     | 0     | 0     |
| 2017-2018             | OGC Nice              | Ligue 1               | 30          | 3           | 7           | 1               | 0               | 0               | 1                 | 0                 | 1                 | -          | -          | -          | C1+C3                          | 2+4                            | 0+2                            | 0+1                            | 38    | 5     | 9     |
| 2018-2019             | OGC Nice              | Ligue 1               | 34          | 6           | 5           | -               | -               | -               | 2                 | 0                 | 0                 | -          | -          | -          | -                              | -                              | -                              | -                              | 36    | 6     | 5     |
| Sous-total            | Sous-total            | Sous-total            | 64          | 9           | 12          | 1               | 0               | 0               | 3                 | 0                 | 1                 | -          | -          | -          | -                              | 6                              | 2                              | 1                              | 74    | 11    | 14    |
| 2019-2020             | Newcastle United      | Premier League        | 26          | 3           | 5           | 4               | 1               | 2               | -                 | -                 | -                 | -          | -          | -          | -                              | -                              | -                              | -                              | 30    | 4     | 7     |
| 2020-2021             | Newcastle United      | Premier League        | 25          | 3           | 4           | 0               | 0               | 0               | 1                 | 0                 | 0                 | -          | -          | -          | -                              | -                              | -                              | -                              | 26    | 3     | 4     |
| 2021-2022             | Newcastle United      | Premier League        | 35          | 5           | 5           | 1               | 0               | 0               | 1                 | 0                 | 0                 | -          | -          | -          | -                              | -                              | -                              | -                              | 37    | 5     | 5     |
| 2022-2023             | Newcastle United      | Premier League        | 25          | 1           | 5           | -               | -               | -               | 6                 | 0                 | 0                 | -          | -          | -          | -                              | -                              | -                              | -                              | 31    | 1     | 5     |
| Sous-total            | Sous-total            | Sous-total            | 111         | 12          | 19          | 5               | 1               | 2               | 8                 | 0                 | 0                 | -          | -          | -          | -                              | -                              | -                              | -                              | 124   | 13    | 21    |
| 2023-2024             | Al-Ahli FC            | Saudi Pro League      | 30          | 4           | 8           | 1               | 0               | 0               | -                 | -                 | -                 | -          | -          | -          | -                              | -                              | -                              | -                              | 31    | 4     | 8     |
| 2024-2025             | Fenerbahçe SK (prêt)  | Süper Lig             | 20          | 4           | 3           | 2               | 0               | 0               | -                 | -                 | -                 | -          | -          | -          | C1+C3                          | 2+7                            | 0                              | 1                              | 31    | 4     | 4     |
| Total sur la carrière | Total sur la carrière | Total sur la carrière | 288         | 33          | 47          | 15              | 1               | 2               | 12                | 0                 | 1                 | 1          | 0          | 0          | -                              | 17                             | 2                              | 2                              | 333   | 36    | 52    |

## Palmarès

### En club
Allan Saint-Maximin ne remporte aucun trophée en club mais est finaliste du Trophée des champions en 2017 avec l'AS Monaco et finaliste de la Coupe de la Ligue en 2023 avec Newcastle United.
Il est également vice-champion de Turquie en 2025 avec le Fenerbahçe SK.

### Distinctions personnelles
- Élu but du mois de Premier League (1) :
  - En août 2022.

- Joueur du match (2) :
  - Contre Manchester City le 21 août 2022.
  - Contre Liverpool FC le 18 février 2023.